# Emma Watson
Emma Charlotte Duerre Watson (Pariz, 15. travnja 1990.) je engleska glumica poznata po ulozi Hermione Granger u serijalu filmova, Harry Potter.

## Životopis
Emmini roditelji, Jacqueline Duerre i Chris Watson su odvjetnici i razvedeni su od 1995. Ima i tri godine mlađeg brata, Alexa. Prvih pet godina života provela je u Parizu, u Francuskoj.
Emma je pohađala Dragon School, u Oxfordu, do 2003. Već od šeste godine, poželjela je biti glumica, te je išla na satove pjevanja, plesa, glume i glazbe (violončelo) u kazališnoj školi, Stagecoach Theatre Arts. Do desete godine, nastupala je u predstavama škole, kao što su  Arthur: Mlade godine i Sretni kraljević, ali nikada nije profesionalno glumila prije Harry Potter serijala. 

### Karijera
Dobivši jednu od glavnih uloga s deset godina, svoj debi u filmu, Harry Potter i kamen mudraca (2001), imala je s jedanaest godina kada je počela utjelovljavati lik Hermione Granger. Nastupila je u svim filmovima serijala, Harry Potter: Odaja tajni (2002), Zatočenik Azkabana (2003) Plameni pehar (2005) Harry Potter i Red feniksa (2007) Harry Potter i Princ miješane krvi, Harry Potter i Darovi smrti 1 i Harry Potter i Darovi smrti 2.
Od kasnijih projekata, ističu se uloge u filmovima, Moj tjedan s Marilyn i Charlijev svijet.

### Privatni život
2009. godine, upisala je Sveučilište Brown, smješteno u Providenceu, na Rhode Islandu.

## Filmografija
| Godina | Naziv                                   | Uloga            | Bilješke           |
| ------ | --------------------------------------- | ---------------- | ------------------ |
| 2001.  | Harry Potter i kamen mudraca            | Hermione Granger |                    |
| 2002.  | Harry Potter i Odaja tajni              | Hermione Granger |                    |
| 2004.  | Harry Potter i zatočenik Azkabana       | Hermione Granger |                    |
| 2005.  | Harry Potter i Plameni pehar            | Hermione Granger |                    |
| 2007.  | Harry Potter i Red feniksa              | Hermione Granger |                    |
| 2007.  | Ballet Shoes                            | Pauline Fossil   | Televizijski film. |
| 2008.  | Priča o mišu zvanom Despero             | Princeza Pea     | Glas.              |
| 2009.  | Harry Potter i Princ miješane krvi      | Hermione Granger |                    |
| 2010.  | Harry Potter i Darovi smrti (prvi dio)  | Hermione Granger |                    |
| 2011.  | Harry Potter i Darovi smrti (drugi dio) | Hermione Granger |                    |
| 2011.  | Moj tjedan s Marilyn                    | Lucy             |                    |
| 2012.  | Charlijev svijet                        | Sam              |                    |
| 2013.  | This Is the End                         | Ona sama         |                    |
| 2013.  | Bling Ring                              | Nicki Moore      |                    |
| 2014.  | Noa                                     | Ila              |                    |

|2017.
|Beauty and the beast
|Bella

## Nagrade
Osvojene:
- Najbolja mlada glumica u glavnoj ulozi: Young Artist Award (2002.), za Harry Potter i kamen mudraca
- Najbolji nastup mlade glumice: Phoenix Film Critics Society (2003.), za Harry Potter i Odaja tajni
- Najbolja ženska umjetnica: National Movie Awards (2007.), za Harry Potter i Red feniksa
- Najbolji ansambl: Capri, Hollywood International Film Festival (2011.), za Moj tjedan s Marilyn
- Najbolja glumica u ZF filmu: Teen Choice Awards (2011.), za Harry Potter i Darovi smrti (prvi dio)
- Najbolja glumica: Teen Choice Awards (2011.), za Harry Potter i Darovi smrti (prvi dio)
- Najbolji filmski ansambl: People's Choice Awards (2012.), za Harry Potter i Darovi smrti (drugi dio)
- Najbolji poljubac: MTV Movie Awards (2012.), za Harry Potter i Darovi smrti (drugi dio)
- Najbolja sporedna glumica: San Diego Film Critics Society (2012.), za Charlijev svijet
- Najbolji filmski ansambl: San Diego Film Critics Society (2012.), za Charlijev svijet
- Najbolja sporedna glumica: Boston Society of Film Critics (2012.), za Charlijev svijet
- Najdraža dramska glumica: People's Choice Awards (2013.), za Charlijev svijet
- MTV Trailblazer nagrada: MTV Movie Awards (2013.), za Charlijev svijet
- Dramska glumica: Teen Choice Awards (2013.), za Charlijev svijet

## Vanjske poveznice
- Službena stranica